# Konrad Kürchner

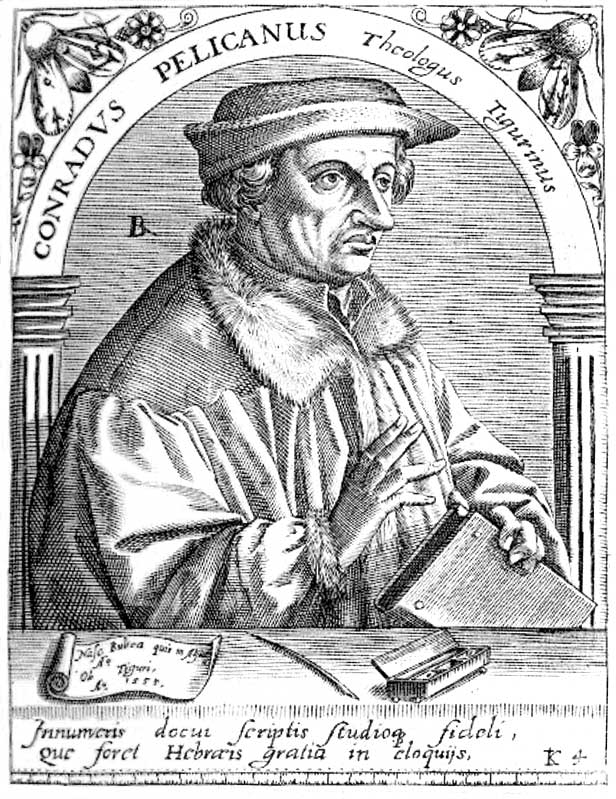
Conrad Pellican, grabado de Théodore de Bry,.

Konrad Kürschner, llamado también Conrad Pellican o Pellicanus o incluso Pellikanus (Rouffach, Alsacia; 9 de enero de 1478-Zúrich, 5 de abril de 1556), fue un humanista, filólogo, hebraísta y teólogo de la Reforma protestante y, junto a Johannes Reuchlin, fue precursor de los estudios judaicos en Alemania.

## Biografía
Hijo de un tejedor originario de Weil der Stadt, Konrad Kürschner nació en Rouffach. Comenzó sus estudios en su ciudad natal antes de matricularse en 1491, con apenas trece años, en la Universidad de Heidelberg, donde su tío materno Jodocus Gallus o Josse Gall fue rector varias veces. Fue en esa época cuando mudó su nombre y Gallus lo puso en contacto con los humanistas que rodeaban al obispo de Worms Johann von Dalberg; pero pronto tuvo que volver a casa de sus padres porque no podían asumir el coste de sus estudios. Entró entonces en la Orden de Frailes Menores, cuyos votos juró en 1494. Sus superiores le encontraron disposiciones para los estudios y por eso lo enviaron a Tubinga, donde siguió las enseñanzas del filósofo escotista y matemático Paulus Scriptoris, vicario general franciscano que se había vuelto hacia el evangelismo y cuyos estudiantes, andando el tiempo, militarían en pro de la Reforma protestante; además, despertó su interés por la Filología.
Estando de viaje con Scriptoris, conoció a un sacerdote de origen judío, Paul Pfeidersheimer, quien le confió un Antiguo Testamento en hebreo, lengua poco enseñada entonces, que empezó a estudiar de forma autodidacta antes de recibir clases de Johannes Reuchlin. Desde 1501 redactó para su propio uso una gramática y un diccionario hebreo que publicará en 1503: fue la primera gramática hebrea impresa en una lengua europea; posteriormente Gregor Reisch la incluyó en su enciclopedia Margarita philosophica (1504).
En 1501 fue ordenado sacerdote y al año siguiente se convirtió en lector (profesor) en el convento de su orden en Basilea, donde enseñó Teología y se ganó una gran reputación. Tomó parte en la gran edición de San Agustín impresa por Johann Amerbach. En 1508 volvió a enseñar en su ciudad natal, periodo durante el que tuvo a Sebastian Münster por alumno, antes de ser enviado en 1511 para enseñar a los novicios franciscanos de Pforzheim. A partir de 1514 fue secretario del Provincial de su orden, Kaspar Schatzger, lo que le permite viajar y reunir una colección de libros en hebreo. Conoce en particular a Lefevre d'Etaples en París y, diputado provincial de su orden, participó en los capítulos franciscanos de Ruan y Roma en 1516 y 1517.
De vuelta al convento de Basilea el mismo año, volvió a enseñar Teología en la Universidad de esta ciudad y estuvo en el círculo de humanistas que rodeaba a Erasmo de Róterdam, pero su acercamiento a la Reforma le granjeó tan duros ataques desde 1522 que las autoridades de Basilea debieron asumir su defensa. Se aleja después de su orden y de Erasmo, no sin tratar de convencerlo de que sus diferencias de opinión con los reformadores de Basilea y Lutero no eran insalvables. 
Zwinglio lo llamó para sustituir a Jakob Ceporin, quien había muerto en 1525, como profesor de griego, hebreo y Antiguo Testamento en la Facultad de Teología de Zúrich, y ocupó ese cargo hasta su muerte treinta años más tarde. Ese mismo año dejó su condición sacerdotal y se casó. Espíritu conciliador, no se involucró en las controversias teológicas de su tiempo, aunque su apego al Protestantismo fue profundo. Se dedicó principalmente a los estudios y la enseñanza. Fue, con Teodoro Bibliander y Pierre Cholin, uno de los principales colaboradores de la traducción de la Biblia zuriquesa de Leo Jud. Esctibió el único comentario de toda la Biblia que se produjo en ese momento, en siete volúmenes impresos por Christoph Froschauer entre 1532 y 1539. Asimismo dejó una apreciadísima autobiografía póstuma, el Chronicon, que no será publicada hasta 1877.
Konrad Pellikan era tío del humanista y enciclopedista Conrad Lycosthenes, hijo de su hermana Elizabeth Pellican y un notable alsaciano.

## Obras
- De modo legendi et intelligendi Haebrarum, Estrasburgo, 1504
- Quadruplex Psalterium, Basilea, 1516
- Quadruplex Psalterium Davidis, Estrasburgo, 1527
- Comentaria bibliorum, 7 vols., Zurich, 1532-1539
- Explicatio libelli Ruth, 1532
- Index bibliorum, 1537
- Komm: Ruth. Ein heylig Büchlin des alten Testament, 1555
- Das Chronicon des Konrad Pellikan, ed. B. Riggenbach, Basilea, 1877